# Курнаевское сельское поселение
Курна́евское се́льское поселе́ние — муниципальное образование в составе Старополтавского района Волгоградской области.
Административный центр — село Курнаевка.

## История
Курнаевское сельское поселение образовано 17 января 2005 года в соответствии с Законом Волгоградской области № 991-ОД.

## Население
| 2010 | 2012 | 2013 | 2014 | 2015 | 2016 | 2017 |
| ---- | ---- | ---- | ---- | ---- | ---- | ---- |
| 666  | ↘649 | ↘638 | ↘629 | ↘625 | ↘621 | ↘603 |
| 2018 | 2019 | 2020 | 2021 |      |      |      |
| ↘583 | ↘574 | ↘565 | ↘555 |      |      |      |

## Состав сельского поселения
| № | Населённый пункт | Тип населённого пункта       | Население |
| - | ---------------- | ---------------------------- | --------- |
| 1 | Курнаевка        | село, административный центр | ↘555      |